# Treblje
Treblje (nemško Trieblach) je naselje v Občini Teholica v Okraju Celovec-dežela na Koroškem v Avstriji.